# Dasinga
Dasinga, de son vrai nom Steeward Camara, né le 25 juin 1982 en Guyane est un auteur-interprète français .

## Biographie
Il commence la musique en 1999 sous le pseudonyme Cyanide. Il se fait connaître en 2007 avec la sortie de son premier album intitulé Soldat.
L'interprète mêle sonorités reggae et dancehall. En 2012, il livre le single Mo Là Ké Zôt. Cette chanson lui permet d'être diffusé sur les radios locales et de faire ses premiers showcases en France hexagonale. L'artiste participe alors au Trace Mobile Tour à Matoury avec d'autres artistes guyanais et caribéens, tels que Kalash, Jahyanaï, Lynnsha ou Axel Tony. Par la suite, Dasinga crée son label Sicko Records, dans ce cadre, il collabore avec des artistes guyanais tels que Poplane, Chani Man ou Fun-X.  En 2013, Dasinga collabore avec l'artiste jamaïcain Konshens. La même année, Il enregistre avec DJ Jaïro ainsi que Pompis sur la chanson Tun Up. Il propose également le duo avec Mickige sur la chanson haterz. En 2014, Dasinga propose l'album Love Zôt composés de 17 titres, où est proposé Mo La Ké Zot ainsi que les chansons Pa Ka Dwé et Wicked Wine. Il participe au concert du One Love Stadium organisé par le footballeur Florent Malouda aux côtés des artistes jamaïcains Mad Cobra et Lutan Fyah. Il clôt également le festival des Cultures Urbaines aux côtés d'artistes tels que Paille, Admiral T ou Lady Faya. Dasinga partage par la même occasion la scène avec des artistes internationaux comme les rappeurs du groupe G-Unit.
En 2016, Dasinga travaille sur une chanson avec Kulu Ganja, artiste martiniquais membre-fondateur du groupe musical RuffNeg. Dasinga signe en distribution chez Believe. En 2017, l'artiste propose les chansons 500 Frè, Dibout et Baraj qui traitent du mouvement social de 2017 en Guyane. Ces chansons lui permettent une nomination, puis le prix spécial Nou Bon Ké Sa aux Lindor de la musique Guyanaise.
En mai 2019, Dasinga sort l'album Raggamuffin, dans lequel est incluse la chanson Faker. Il est nommé aux Lindor de la musique Guyanaise 2019, dans la catégorie : Album - EP. En 2020, il sort l'EP Caribbean avec six titres : un projet constitué uniquement de collaboration avec des artistes de la scène caribéenne tels que X-Man.

## Activités parallèles
À la fin de 2018, il entame la création d'une marque de vêtements Djok et l'annonce sur la chaîne Guyane La Première lors de son passage dans son pays natal.
Janvier 2020, il concrétise la création de sa propre marque et commence une activité d’auto-entrepreneur sous l'enseigne Djok Store. Il est d'ailleurs reçu dans sa ville de résidence actuelle afin de présenter son activité sur la chaîne TV Tours Val de Loire.

## Récompense
- 2017
  - Lindor : Prix spécial « Nou Bon Ké Sa »

## Discographie

### Single
- 2012 : Mo Là Ké Zot
- 2013 : Carribbean Girl (feat. Konshens)
- 2014 : Head Frass (feat. Kalibwoy)
- 2014 : Mo Bay
- 2015 : SLTL
- 2015 : Mash Up (prod. by Rvssian)
- 2017 : 500 Frè
- 2017 : Baraj
- 2018 : Anlè Mo
- 2018 : Mama
- 2019 : Chargie
- 2020 : Rudeboi
- 2020 : Vendeur de Rêve (feat. Leb-K)
- 2021 : Zoné

### Album
- 2007 : Soldat
- 2014 : Lovezôt
- 2019 : Raggamuffin
- 2020 : Caribbean
- 2022 : Daron Chaud

### Collaborations
- 2013 : Gaiv feat. Dasinga - Rudboy
- 2014 : Taï J feat. Dasinga - Raid
- 2016 : Ayani feat. Dasinga - No Program
- 2016 : Kulu Ganja feat. Dasinga - Pure Faya
- 2019 : Degree feat. Dasinga - Skred